# 堀田茜
堀田茜（1992年10月26日—）是一名日本新生代的女演員、模特，擔任知名時尚雜誌「CanCam」的模特工作。目前隸屬於TOP COAT事務所。

## 經歷
堀田茜在東京出生，母親是前模特兒，高中時因為喜歡Perfume而加入舞蹈社，在活動中也擔任啦啦隊的工作。當年17歲的她在「日本國民美少女大賽」中出場，並且跟藝能事務所奧斯卡傳播簽約。當時堀田茜以學業為主，沒有立即投身於演藝圈，直到考取立教大學後，才正式出道，進行演藝活動。大學時參加立教大學校園小姐选拔，被選為“立教小姐”和“素顏小姐”。2012年暑期開始投身于演藝活動。
2013年1月，擔任埼玉電視台節目《Ole!Ardija》的主要主持，作為ZIP! Family的一員，定期出現在“ZIP!”(NTV)節目中，並在同年的11月，首次登上知名時尚雜誌《CanCam》1月號。2014年2月起擔任CanCam的廣告模特。這是該雜誌第一次出現非獨家專屬模特，她成為該雜誌的特例，之後又登上《CanCam》5月號封面，與山本美月成為同一雜誌的獨家專屬模特。
2015年3月立教大學文學部畢業後，堀田茜開始擔任綜藝節目阿Q冒險中的不定期班底，獲得觀眾喜爱，知名度大增。2018年在《明石家秋刀魚的自卑杯》節目作客，因为节目上关于大胸的言论而更红。
2019年1月6日，出演由菅田將暉主演的校園推理劇《3年A班-從此刻起，大家都是我的人質-》 。同年5月7日，出演龍星涼主演的電視劇《都立水商！～令和～》。首部主演的電影《質疑：説謊的男人是誰？》也在同年上映。
2020年8月31日，堀田茜與紫吹淳離開Oscar Promotion，被日本媒體認為受米倉涼子退社的影响。同年9月1日轉任Top Court。同年10月23日，宣佈從《CanCam》限定模特畢業。。2023年演出《我和老公和他的男友》，該戲劇是堀田茜首个主演的日劇。

## 演出作品

### 電視劇
- 恋愛合宿許可證（2014年12月22日 - 12月25日） - 秋山千里
- 遺產爭族（2015年10月22日 - 12月17日） - 南里惠
- 黒色的樹海（2016年3月13日） - 三川沙織
- 非媽媽白書（2016年8月 - 9月） - 山田月[17]
- 家政夫三田園（2016年10月 - 12月） - 有沢春希
- 感情8號線 第1・5・6話（2017年1月15日・2月12日・19日） - 麻夕[18]
- 增山超能力師事務所 第11話（2017年3月16日） - 藤宮亜澄[19]
- Doctor-Y～外科醫·加地秀樹～（2017年9月26日 - 10月31日） - 四谷佳矢子
- 重要參考人偵探（2017年10月20日 - 12月8日） - 牧太真希子[20]
- 致命之吻（2018年1月7日 - 3月11日） - 森菜緒
- 3年A班－從此刻起，大家都是我的人質－（2019年1月6日 - 3月10日） - 森崎瑞希[21]
- 疑惑（2019年2月3日） - 大木暁子[22]
- 10的秘密（2020年1月14日 - 3月17日） - 那須葵
- 花生醬三明治（2020年4月3日 - 5月22日） - 片桐沙
- 異世界居酒屋「阿信」 - 海米娜
  - Season1（2020年5月16日 - 7月17日）
  - Season2（2022年5月27日 - 7月29日）
  - Season3（2023年1月13日 - 3月17日）
- 戀愛喜劇的成規～彆扭女子與年下男子～第4話 - 最終話（2021年4月29日 - 6月24日） - 立花愛里[23]
- 愛情幻影 第7話（2021年6月25日） - 平万由子
- 八月晚上的打擊練習場 第1話・第2話（2021年7月8日・7月15日） - 天野佳苗
- AVALANCHE（2021年10月18日 - 12月20日） - 福本優美
- 相親偵探（2022年1月8日） - 水原菜菜子[24]
- 在戀愛與友情之間（2022年10月25日 - 12月20日）/（2023年2月7日 - 3月14日） - 相澤里奈（主演）
- INVISIBLE（2022年4月15日 - 6月17日） - 五十嵐夏樹
- 勝利法廷式 第5話（2023年5月11日）- 橋垣紗世
- 我和老公和他的男友（2023年6月1日 - 8月3日）- 仲道美咲（主演）[25][26]
- Gifted 第一季（ギフテッド）第2話（2023年8月19日） - 林秘美子
- 想和喜歡的男生分手（2024年4月4日 - 6月20日） - 白石郁子（主演）
- 花咲舞無法沉默2025 第6話（2024年5月18日）- 谷原奈保子
- 好想把那個人渣狠揍一頓（2024年10月8日 - 12月10日）- 志乃
- D&D〜醫生與刑警的搜查線〜 第4話（2024年11月8日）- 長沢美乃
- 小圓26歲，是名實習醫生！（2025年1月14日 - 3月18日）- 遠山瑞希
- 問題物件 第4話（2025年2月5日）- 稻垣紗綾
- IGNITE 第8話（2025年6月6日）- 住菜菜子
- 淺草LAST BOSS歐巴桑（2025年7月5日 - ）- 森野礼

### 電影
- CONFLICT 〜最大的抗爭〜（2016年5月28日）- 遠山凪
- 不能犯（2018年2月1日）- 西冴子
- 全員行騙中（2019年10月4日）- 櫻井香菜（主演）
- 服裝設計師（2020年1月10日）- 加世田京子
- Kiss Cam！～COME ON, KISS ME AGAIN!～（2020年9月4日）- 月村サヤ
- 妖怪人間貝拉（2020年9月11日）- 新田鮎美
- 陰陽眼見子（2025年6月6日）- 荒井老師
- 仰望今夏的星空（2025年7月4日）- 太空人

## 書籍

#### 雑誌連載
- CanCam（2014年3月、2020年3月22日、小學館）專屬模特兒
- CanCam（2013年11月11日小學館）
- Weekly Soccer Digest ~Me and My Love *Football~（2012年10月10日，日本體育企劃出版社）
- JJ（2012年8月8日光文社）
- 美學（2013年，小學館）
- 東京日曆（2014年7月7日）

#### 封面模特
千金小姐，綾小路美優的秘密！（2014年3月3日小學館天使文庫）

## 外部連結
- 官方网站（日語）
- 堀田茜的X（前Twitter）（日語）
- Akane Hotta / 堀田茜的Instagram帳戶（日語）